# 高在成
高在成（고재성，1985年1月28日—），韩国足球运动员，现在效力于K联赛球队庆南FC。

## 俱乐部生涯
高在成在大邱大学毕业后加盟韩国国家联赛球队水原城。2009年转会加盟K联赛球队城南一和天马并随队夺得2010年亚足联冠军联赛冠军。
2011年2月，高在成来到中国，加盟中超球队南昌衡源。高在成为南昌队出场28次，进球3个，帮助南昌衡源在2011赛季保级成功。
2012年，高在成回到韩国，加盟K联赛球队庆南FC。